# Egidio Vagnozzi
Egidio Vagnozzi (né le 26 février 1906 à Rome et mort le 26 décembre 1980 à Rome) est un cardinal italien de l'Église catholique du XXe siècle, président de la Préfecture pour les affaires économiques du Saint-Siège de 1968 à sa mort.

## Biographie
En 1930, Egidio Vagnozzidevient également membre du personnel de la Secrétairerie d'État de la Curie romaine et est élevé au rang de Chambellan privé de Sa Sainteté le 1er mai 1932. Avant de devenir conseiller de la nonciature portugaise (en) en 1942, il est membre du personnel de la délégation apostolique aux États-Unis en 1932. Vagnozzi est conseiller de la nonciature française de 1945 à 1947 et devient prélat domestique de Sa Sainteté le 23 décembre 1945. Il est fonctionnaire de la délégation pour l'établissement des relations diplomatiques avec l'Inde pendant un an avant de devenir chargé d'affaires de la mission du Saint-Siège auprès du gouvernement indien (en) à New Delhi de juin à août 1948. En 1949 il est élu archevêque titulaire de Myre (de) et envoyé comme délégué apostolique aux Philippines (en). En 1958 il est nommé délégué apostolique aux États-Unis. Il assiste au concile Vatican II de 1962 à 1965. Il consacre la nouvelle cathédrale de Rapid City en mai 1963.
Le pape Paul VI le crée cardinal lors du consistoire du 26 juin 1967 et il est nommé président de la Préfecture pour les affaires économiques du Saint-Siège en 1968. Vagnozzi participe aux conclaves de 1978 (élection de Jean-Paul Ier et de Jean-Paul II). Il est camerlingue du Sacré Collège en 1979-1980.

## Succession apostolique
Egidio Vagnozzi a ordonné les évêques suivants :
- Évêque Vicente Posada Reyes (no) (1950)
- Évêque Manuel Porcia Yap (no) (1951)
- Archevêque Gérard Mongeau (de), O.M.I. (1951)
- Évêque Wilhelm Josef Duschak, S.V.D. (1951)
- Évêque Peregrin de la Fuente Néstar (fi), O.P. (1951)
- Archevêque John Jarlath Dooley (en), S.S.C.M.E. (1951)
- Archevêque Lino Rasdesales Gonzaga (vi) (1952)
- Archevêque Teopisto Valderrama Alberto (de) (1952)
- Évêque Patrick Harmon Shanley, O.C.D. (1953)
- Évêque Odilo Etspueler, S.V.D. (1956)
- Évêque Henry Charles Byrne, S.S.C.M.E. (1956)
- Archevêque Emilio Cinense y Abera (de) (1957)
- Archevêque Teodulfo Domingo (en) (1957)
- Évêque Robert Emmet Tracy (en) (1959)
- Évêque William G. Connare (en) (1960)
- Évêque Thomas Francis Maloney (en) (1960)
- Évêque George Albert Hammes (en) (1960)
- Archevêque Francis James Furey (1960)
- Évêque Cletus Joseph Benjamin (en) (1960)
- Évêque David Monas Maloney (en) (1961)
- Archevêque John Francis Whealon (en) (1961)
- Évêque Eldon Bernard Schuster (en) (1961)
- Évêque Ernest Leo Unterkoefler (en) (1962)
- Archevêque Charles Salatka (en) (1962)
- Évêque Leo Thomas Maher (en) (1962)
- Évêque Thomas Austin Murphy (en) (1962)
- Évêque Warren Louis Boudreaux (en) (1962)
- Évêque Gerald Vincent McDevitt (en) (1962)
- Archevêque Raymond Hunthausen (en) (1962)
- Évêque Clarence Edward Elwell (en) (1962)
- Évêque William Joseph McDonald (en) (1964)
- Évêque John Selby Spence (en) (1964)
- Évêque James Patrick Shannon (en) (1965)
- Évêque Romeo Roy Blanchette (en) (1965)
- Évêque Frank Henry Greteman (en) (1965)
- Évêque Raymond Joseph Gallagher (en) (1965)
- Évêque Loras Joseph Watters (en) (1965)
- Évêque Paul Francis Tanner (en) (1965)
- Évêque Harold Robert Perry (en), S.V.D. (1966)
- Évêque Joseph Gregory Vath (en) (1966)